# Verónica Lope Fontagne
Verónica Lope Fontagne (nascida em 1 de fevereiro de 1952) é uma política espanhola do Partido Popular que serviu como Membro do Parlamento Europeu de 2009 a 2019.